# Andrej Dobnikar
Andrej Dobnikar, slovenski inženir elektrotehnike, računalnikar, * 26. oktober 1946, Ljubljana.
Diplomiral je 1971 na ljubljanski Fakulteti za elektrotehniko in prav tam 1984 tudi doktoriral. Leta 1974 se je zaposlil na predhodnici današnje Fakultete za računalništvo in informatiko v Ljubljani, od 1996 kot redni profesor. Opravil je preko 100 raziskav in objavil več samostojnih publikacij, znanstvenih razprav in strokovnih člankov.